# Josef Gerža
Josef Gerža (28. května 1912 Třebíč – 7. září 1964 Třebíč) byl český pedagog a divadelní režisér.

## Biografie
Josef Gerža se narodil v Třebíči do rodiny obuvníka, studoval na gymnáziu v Třebíči, kdy následně získal aprobaci odborného pedagoga a učil v různých školách na okrese Třebíč. Během druhé světové války se začal věnovat divadlu a v roce 1946 spolu se skupinou členů Československého svazu mládeže nastudoval několik divadelních her pro mládež. Posléze s divadelní skupinou přešli pod Sokolskou scénu v Třebíči, kdy pak mezi lety 1946 a 1952 nastudoval jako režisér několik inscenací.
Pravděpodobně v roce 1953 divadelní scéna Josefa Gerži byla změněna v Dramatické studio UP závodů v Třebíč, kdy ve skupině působili herci jako Lubomír Vidlák, Leopold Franc, Karel Nováček, Zdeněk Braunschläger, Milan Riehs a Karel Pospíšil. Součástí UP závodů byla divadelní scéna až do roku 1958, kdy přišla o samostatnou divadelní budovu sokolského hnutí a stala se součástí Domu osvěty v Třebíči. Po roce 1959 přešel Josef Gerža do divadelní skupiny při ZK Závodů Gustava Klimenta v Třebíči. V roce 1956 získal za svoji inscenaci Loupežník 1. cenu na soutěži Jiráskův Hronov.
Zemřel v Třebíči v roce 1964, kdy pak ukončilo svoje působení i divadlo pod Sokolskou jednotou.
V roce 2001 obdržel od města Třebíče Pamětní plaketu k výročí založení kláštera 1101–2001.